# Comuna Holovenkî, Borzna
Holovenkî (în ucraineană Головеньки) este o comună în raionul Borzna, regiunea Cernihiv, Ucraina, formată din satele Dobropillea, Holovenkî (reședința) și Parîstivka.

## Demografie
Componența lingvistică a comunei Holovenkî
     Ucraineană (98,32%)
     Rusă (1,54%)
     Alte limbi (0,14%)
Conform recensământului din 2001, majoritatea populației comunei Holovenkî era vorbitoare de ucraineană (98,32%), existând în minoritate și vorbitori de rusă (1,54%).